# 帕帕亞爾區
3°34′17″S 80°14′05″W / 3.5714°S 80.2346°W
帕帕亞爾區（西班牙語：Distrito de Papayal），是秘魯的一個區，位於該國西北部通貝斯大區的薩魯米亞省，始建於1942年11月25日，面積193.5平方公里，海拔高度60米，2005年人口4,805，人口密度每平方公里25人。